# L'Île mystérieuse
Pour les articles homonymes, voir L'Île mystérieuse (homonymie).
Ne doit pas être confondu avec L'Étoile mystérieuse ou L'Île au trésor.
L’Île mystérieuse est un roman de Jules Verne, paru en 1875. Il relate les aventures de cinq personnages et un chien qui, fuyant le siège de Richmond pendant la guerre de Sécession, s'échouent sur une île inconnue qu'ils baptisent l'île Lincoln. Grâce à leurs compétences variées et leur astuce, ils s'efforcent de reconstituer une vie confortable sur cette île déserte, mais ils font face à plusieurs périls et à d'étranges phénomènes. Dans une moindre mesure, le roman constitue un prolongement des romans Vingt Mille Lieues sous les mers et Les Enfants du capitaine Grant, certains personnages secondaires étant issus de ces romans.

## Historique
L’œuvre est d’abord publiée en feuilleton dans le Magasin d’éducation et de récréation du 1er janvier 1874 au 15 décembre 1875, puis est reprise en volume dès le 22 novembre 1875 chez Hetzel.

## Genèse et sources
Jules Verne publie en 1866-1868 Les Enfants du capitaine Grant, puis écrit Vingt Mille Lieues sous les mers paru en 1869. L'idée de traiter le cas d'un groupe de personnes abandonnées sur une île déserte est présente à son esprit depuis quelque temps. Dans les lettres qu'il écrit à son éditeur durant les années 1869 -1870, on perçoit qu'il travaille à ce projet. C'est ainsi qu'il propose à Jules Hetzel, en 1871, le roman L'Oncle Robinson qui décrit la survie d'un groupe de personnes aidées par un marin surnommé l'oncle Robinson. Mais son roman est rejeté ; l'éditeur trouve que l'action est trop lente et demande à Jules Verne de revoir sa copie. Jules Verne abandonne provisoirement l'idée et, après la publication de Autour de la Lune, Le Chancellor, Aventures de trois Russes et de trois Anglais dans l'Afrique australe, Une ville flottante, Le Pays des fourrures et surtout Le Tour du monde en quatre-vingts jours, il se lance dans l'écriture de L'Île mystérieuse.
Son récit s'inspire de manière évidente du roman phare du genre : Robinson Crusoé de Daniel Defoe (1719) et du roman Le Robinson suisse de Johann David Wyss (1812). Il revendique cette filiation aussi bien dans le début du roman que dans une lettre adressée à son éditeur. Comme le note Daniel Compère : « Robinson Crusoé est aussi un modèle pour l'auteur de L'Île mystérieuse, un modèle qu'il va s'agir d'imiter, d'égaler, voire de dépasser, en déclinant plusieurs de ses formes ». Mais il semble aussi que Jules Verne ait été fortement influencé par un récit autobiographique publié par le français François Édouard Raynal, Les Naufragés ou Vingt Mois sur un récif des îles Auckland, qui relate comment Raynal et quatre compagnons étrangers, Thomas Musgrave, Mac-Larren, George Harris et Henri Forges, apprennent à survivre sur les Îles Auckland après le naufrage de leur bateau, le Grafton, en janvier 1864. Christiane Mortelier analyse les deux récits et montre les nombreuses ressemblances sur la situation de l'île (près d'Auckland), le nombre de naufragés, le comportement de ceux-ci (« Aide-toi et le ciel t'aidera » est la maxime de Raynal), jusqu'au titre du premier livre (Les naufragés de l'air). En outre, la robinsonnade est un thème qui lui était cher et qu'il a développé dans plusieurs autres romans.
Mais Jules Verne s'inspire aussi de son propre univers ; c'est ainsi qu'il fait réapparaître deux personnes : Ayrton, le traître des Enfants du Capitaine Grant, et le mystérieux Nemo de Vingt Mille Lieues sous les mers. Il crée ce lien en dépit de toute vraisemblance chronologique. En effet, les aventures de Cyrus Smith et ses compagnons se déroulent de 1865 (siège de Richmond) à 1869. Or le roman Les Enfants du capitaine Grant situe le naufrage du Britannia en 1862 et le sauvetage du capitaine en 1864. Ayrton, abandonné sur l'île Tabor, y aurait vécu douze ans dans la solitude, ce qui est incompatible avec les dates de L'Île mystérieuse. Qu'à cela ne tienne : Verne invente de nouvelles dates pour la première aventure (1855 pour le sauvetage). Jules Hetzel s'en émeut mais ne peut qu'avertir le lecteur par une note de bas de page. De même, dans Vingt Mille Lieues sous les mers, l'action se déroule durant les années 1866-1867 et le récit de Pierre Aronnax est censé être publié en 1869. Cela est incompatible avec le fait que Cyrus Smith puisse reconnaître le capitaine Nemo à partir du récit de Pierre Aronnax. De plus, comment le livre aurait-il pu arriver entre les mains des colons ? Le lecteur aura droit à une seconde note de bas de page de l'éditeur pour présenter l'anachronisme.

## Accueil
Ce roman de Jules Verne renoue avec le public premier de la série Les voyages extraordinaires : les jeunes épris d'aventure. C'est un succès immédiat et plus de 44 000 exemplaires sont vendus du vivant de l'auteur.

## Présentation succincte

### Résumé
L'Île mystérieuse raconte l'histoire de cinq personnages et un chien : l'ingénieur Cyrus Smith, son domestique Nab, le journaliste Gédéon Spilett, le marin Pencroff, l'adolescent Harbert et le chien Top. Pour échapper au siège de Richmond où ils sont retenus prisonniers par les sudistes pendant la guerre de Sécession, ils décident de fuir à l'aide d'un ballon. Pris dans un ouragan, ils échouent sur une île déserte, qu'ils baptiseront l'île Lincoln en référence au président américain Abraham Lincoln.
Après avoir mené une exploration de l'île, ils s'y installent en colons et commencent à la civiliser. Une présence semble veiller sur eux et les aider dans toutes les circonstances difficiles, voire tragiques.

### Organisation
Le roman se découpe en trois périodes :
- les Naufragés de l'air — qui relate l'installation sur l'île et l'organisation de la survie ;
- l'abandonné — où les compagnons enfin installés découvrent un autre naufragé sur l'île voisine ;
- le secret de l'île — où l'on découvre l'origine de la protection mystérieuse.

### Les personnages principaux et secondaires

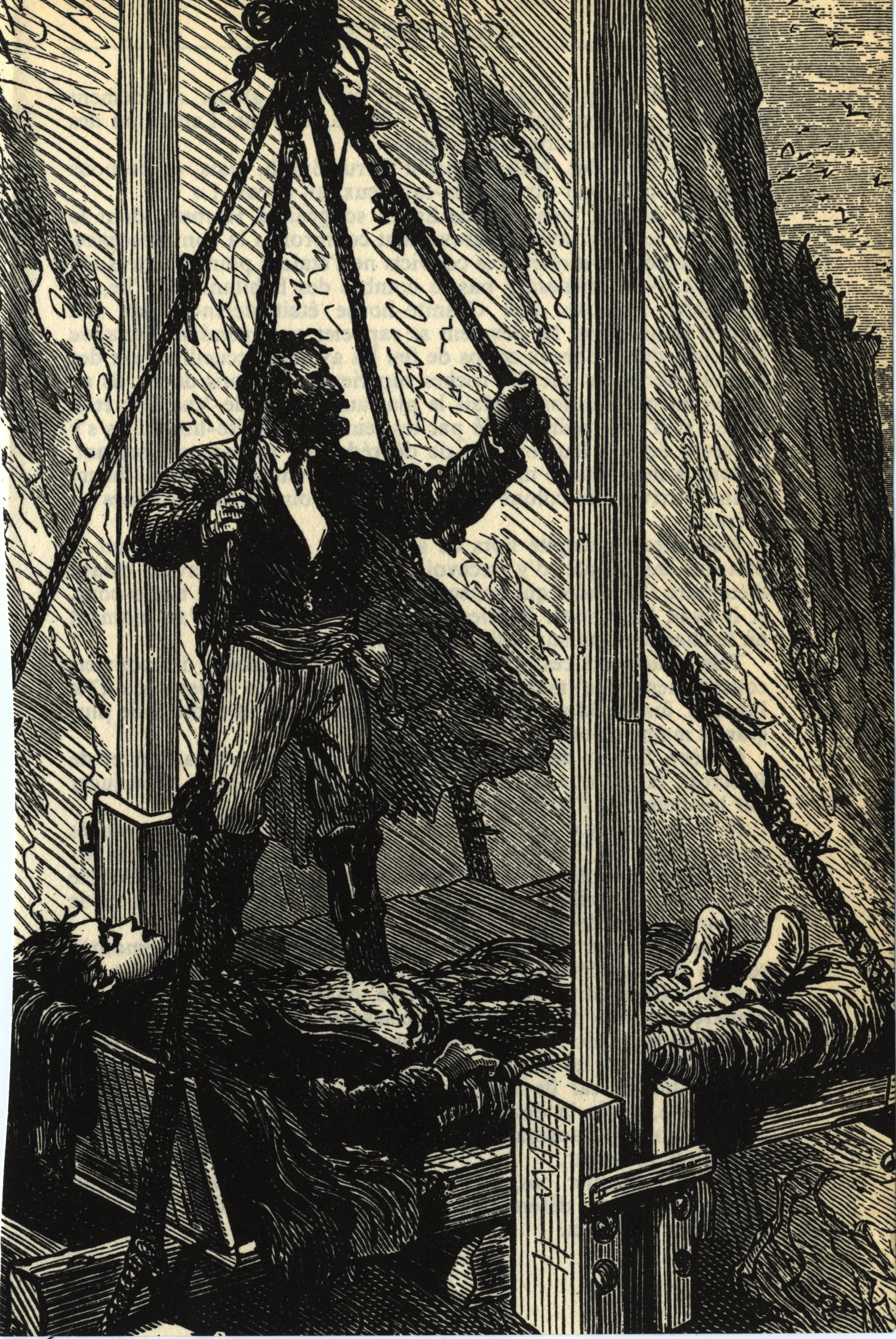
Pencroff et Harbert Brown (couché), illustration extraite de l'édition originale.

Les naufragés sont au nombre de cinq :
- Cyrus Smith : ingénieur, savant, celui qui est capable de faire du feu, de la poterie ou des explosifs. La personne à laquelle l'ensemble de la troupe se réfère quand une décision est à prendre.
- Gédéon Spilett : reporter de guerre.
- Bonadventure[10] Pencroff : marin, homme aussi habile pour la couture que pour la menuiserie, qui deviendra fermier par la suite.
- Harbert Brown : 15 ans, orphelin, pris en charge par Pencroff. Avide d'apprendre, il apporte à la compagnie son savoir botanique.
- Nab (Nabuchodonosor) : ancien esclave affranchi par son maître Cyrus Smith, il lui reste fidèle par reconnaissance et admiration.

Ils sont accompagnés de Top, le chien courant de Cyrus Smith qui n'a pas voulu abandonner son maître, et apprivoiseront un orang-outan, Jup (Jupiter).
Ils seront rejoints par Tom Ayrton (Les Enfants du capitaine Grant. Partie 2 Chapitre VII « ...Tom Ayrton, matelot de première classe »), bandit repenti, et feront connaissance avec le capitaine Nemo.

## Thèmes abordés dans le roman

### Robinsonnades
L'objectif de Jules Verne est de s'appuyer sur le modèle de Daniel Defoe, mais davantage pour s'en démarquer que pour l'imiter. On retrouve ainsi des thèmes récurrents comme la tenue d'un journal ou les préoccupations classiques sur île ou continent ; préoccupations que l'on retrouve d'ailleurs dans d'autres œuvres de Jules Verne comme Deux ans de vacances.
Mais Verne se démarque volontairement de son modèle :  les naufragés arrivent sur l'île complètement démunis et doivent donc se débrouiller seuls sans aucun outil à leur disposition. La caisse qui arrivera miraculeusement beaucoup plus tard se présente plutôt comme une récompense pour améliorer l'ordinaire que comme l'apport salvateur d'instruments vitaux.
Jules Verne insiste d'ailleurs sur ce point. Jules Verne pense que Daniel Defoe est dans l'erreur en imaginant que Robinson Crusoé ait pu rester humain après plus de 25 ans séparé des hommes. Avec le personnage d'Ayrton, il offre une contre-analyse : l'homme coupé de l'humanité s'animalise.

### L'île, mère nourricière

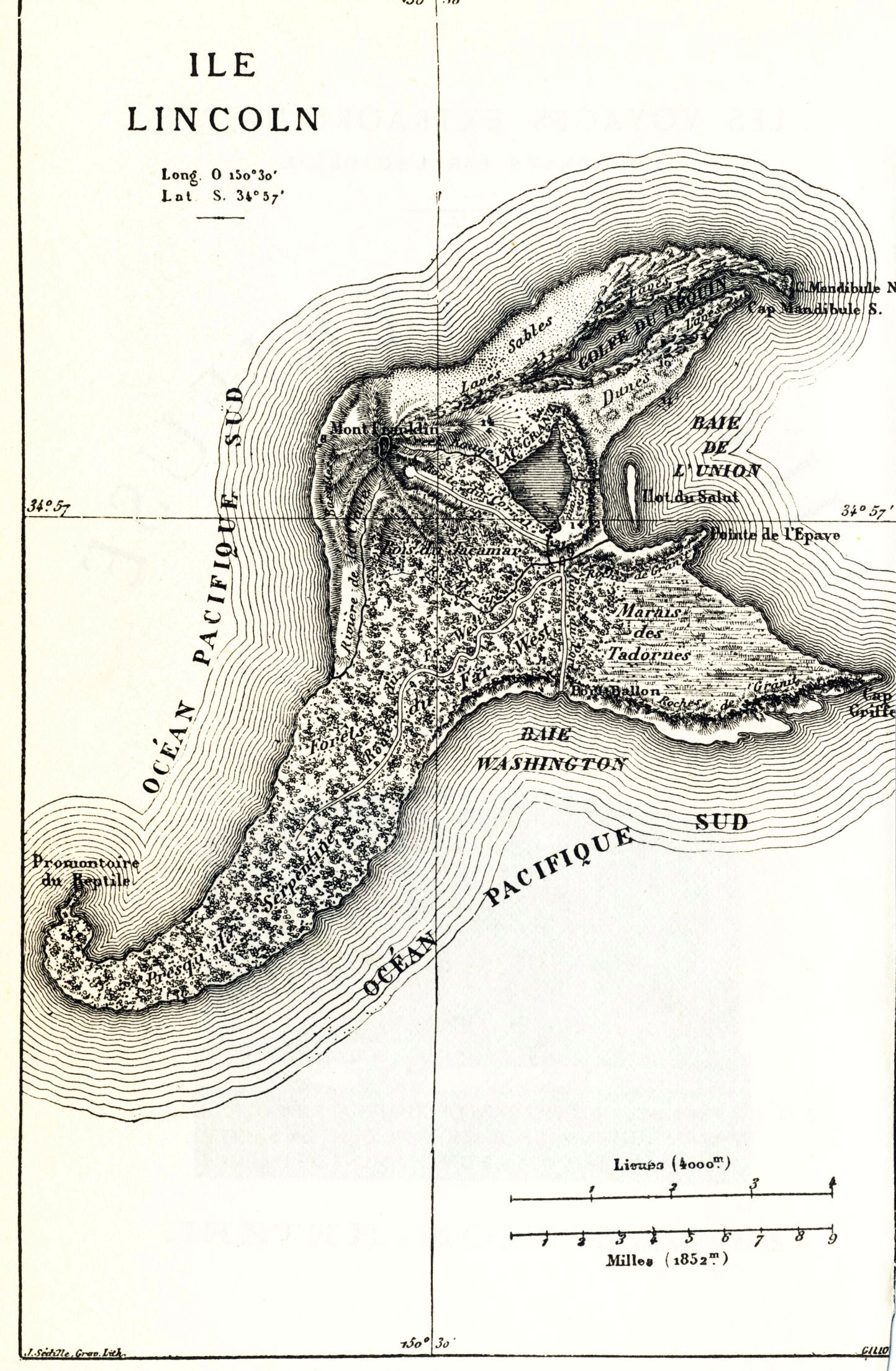
L'île mystérieuse.

Jules Verne présente avec l'île Lincoln une île qu'il sait n'être pas réaliste.
Censée être située 34° 57′ S, 150° 30′ O, à environ 2 500 kilomètres à l'est de la Nouvelle-Zélande, on y trouve une richesse impensable, tant au point de vue botanique et zoologique qu'au point de vue minéral et climatique. Jules Verne ironise lui-même sur le caractère invraisemblable de l'île : « Cyrus, croyez-vous qu'il existe des îles à naufragés, des îles spécialement créées pour qu'on y fasse correctement naufrage ? », fait-il dire à Pencroff. Gérard Chazal voit dans l'île mystérieuse la mère nourricière qui accueille les naufragés dans son sein, mais qui les expulse dans les dernières pages du roman, comme il voit d'ailleurs en Nemo le père protecteur qui disparaît lui aussi à la fin du roman dans l'explosion et l’engloutissement de l'île.

### Le rôle de la science
Dans les Voyages extraordinaires, Jules Verne a pour volonté de transmettre le savoir aux jeunes lecteurs, savoir géographique, savoir biologique et savoir scientifique. C'est ainsi que dans L'Île mystérieuse, il fait de l'ingénieur Cyrus Smith le détenteur des connaissances scientifiques de son siècle. Grâce à lui, on découvre comment :
- allumer un feu sans allumette, ni silex,
- mesurer des hauteurs,
- déterminer des longitudes et des latitudes,
- construire un four à poterie,
- élaborer de la nitroglycérine et du pyroxyle,
- s'initier à la métallurgie en raffinant et travaillant du minerai de fer,
- fabriquer des bougies,
- construire un ascenseur hydraulique,
- alimenter en électricité un télégraphe par une pile rudimentaire,
- fabriquer des vitres.

Les connaissances en botanique et sciences naturelles du jeune Harbert sont presque encyclopédiques pour un si jeune âge et permettent à la petite colonie de survivre. On peut remarquer que, chez Jules Verne, la science ne trouve son accomplissement que dans son application pratique et non dans une recherche théorique.
Cependant, pour Jules Verne, la nature est une ennemie toujours prête à prendre sa revanche. Il n'est pas rare en effet que Jules Verne montre l'impuissance des personnages face au déchaînement de la nature: tempêtes, inondations, tremblement de terre, éruptions volcaniques… Concernant L'Île mystérieuse, Jules Verne envisageait initialement que l'éruption finale engloutisse aussi les colons, mais son éditeur Jules Hetzel refusa une telle fin. C'est ainsi que les colons trouvent in extremis un refuge sur un rocher, mais Verne précise alors : « Toute leur science, toute leur intelligence ne pouvait rien dans cette situation. »

### L'humanité
Dans L'Île mystérieuse, Jules Verne réfléchit à l'effet du groupe dans l'humanisation des êtres. Il présente pour cela trois êtres vivants : Jup l'orang-outan, Ayrton et le capitaine Nemo. Il est curieux de voir qu'au milieu du livre, Jup est considéré comme un membre à part entière de la colonie. Il est plus qu'apprivoisé, il est humanisé. Le contact de la civilisation l'a transformé.
Pour Jules Verne et les colons, c'est presque un homme : « C'est peut-être un homme, est-ce que ça t'étonnerait si un jour il se mettait à nous parler ? », fait-il dire à Pencroff au sujet de Jup. Lui-même emploie à son égard les termes de « Maître Jup », « digne singe », qui lui confèrent une nature presque humaine. Cette humanisation de Jup se situe à peine un chapitre avant la découverte d'Ayrton que la solitude a transformé en bête.
Le cas d'Ayrton est intéressant car il a été l'objet d'un échange entre Jules Verne et son éditeur Hetzel. Jules Verne est persuadé qu'on ne peut rester seul plus de dix ans sans perdre son humanité. C'est l'une des invraisemblances qu'il reproche à Robinson Crusoé. Son éditeur trouve que la sauvagerie d'Ayrton dure trop longtemps et présente l'avis de plusieurs aliénistes qui affirment que douze ans de solitude ne peuvent transformer ainsi un homme en une bête. Mais Jules Verne n'en démordra pas. Il a besoin d'Ayrton parce que pour lui, « l’important est qu’étant sauvage, il redevienne homme ». Son humanisation passera par les mêmes phases que celles de Jup. Il faudra la patience du groupe qui l'apprivoisera et lui rendra ses qualités humaines. Bandit sans foi ni loi, Ayrton ne sera pas racheté par la solitude mais par le contact plein d'amitié d'un groupe de colons. Et c'est quand, enfin, une larme coule de ses yeux qu'il retrouve sa qualité d'homme. Son admission finale au sein du groupe passe, comme pour Jup, par un épisode où il risque sa vie pour sauver un des membres.
Le dernier personnage qu'évoque Jules Verne est celui du capitaine Nemo, misanthrope aigri qui finit ses jours dans son Nautilus et est dérangé dans sa retraite par l'arrivée des colons. L'énergie de ceux-ci, la solidarité dont ils font preuve finissent par forcer son admiration et le réconcilient avec l'humanité. Jules Verne fait dire à Nemo : « Je meurs d'avoir cru que l'on pouvait vivre seul », développant ainsi son idée que faire partie de l'humanité, c'est devenir humain.

### Autres thèmes
- La recherche de la liberté (fuite de Richmond assiégée).
- La lutte pour la survie dans un milieu hostile.
- Le retour à l’état sauvage (Tom Ayrton abandonné sur l’île Tabor).
- Le rachat de ses fautes (en particulier le personnage d’Ayrton).
- L’image du sauveur (en la personne du capitaine Nemo et de Robert Grant qui recueille les naufragés de l’île Lincoln à bord du Duncan).

## Adaptations
- Au cinéma :
  - 1929 : L'Île mystérieuse de Lucien Hubbard.
  - 1941 : L'Île mystérieuse, (Таинственный остров (фильм, 1941)) d' Edouard Adolfovitch Pentsline (ru). On peut visionner ce film sur youtube. Les images sont de bonne qualité mais les personnages s'expriment en russe et il n'y a pas de sous-titres en français.
  - 1951 : Mysterious Island par Spencer Gordon Bennet, avec Richard Crane et Marshall Reed (serial).
  - 1961 : L'Île mystérieuse de Cy Endfield, avec Michael Craig (remarquable pour les effets spéciaux nécessaires pour son crabe géant).
  - 2010 : Mysterious Island de Mark Sheppard, avec Gina Holden, Lochlyn Munro, Pruitt Taylor Vince.
  - 2012 : Voyage au centre de la Terre 2 : l'île mystérieuse, de Brad Peyton
  - Il a également inspiré certains passages de l'anime Nadia, le secret de l'eau bleue.
- À la télévision :
  - 1963 : production de l'ORTF, réalisateur Pierre Badel, première partie « Les naufragés de l'air »[23], seconde partie « Le secret de l'île »[24], avec Jacques Grello (Gédéon Spilett), Henri Lambert, Marco Perrin, Georges Geret, Armand Meffre (Pencroff), Michel Etcheverry (Cyrus Smith), René Arrieu, Jean Coste, Ibrahim Seck (Nab), Philippe Coussonneau (Harbert), Francis Menzio, Serge Netter.
  - 1973 : L'Île mystérieuse par Juan Antonio Bardem et Henri Colpi, avec Omar Sharif (Nemo), Philippe Nicaud (Spilett), Jess Hahn (Pencroff).
  - 1975 : L'Île mystérieuse, adaptation animée australienne de Leif Gram, produite par Air Programs International et diffusée en 1982 sur FR3[25].
  - 2005 : L'Île mystérieuse de Russell Mulcahy avec Kyle MacLachlan et Patrick Stewart.
- En jeu vidéo :
  - 2005 : Retour sur l'île mystérieuse
  - 2008 : Retour sur l'île mystérieuse 2
- En bande dessinée :
  - 1970-1971 : Mystérieuse matin, midi et soir, Jean-Claude Forest.
  - 1972 : L'Île mystérieuse, Franco Caprioli, Éditions Paulines.

## Illustrations

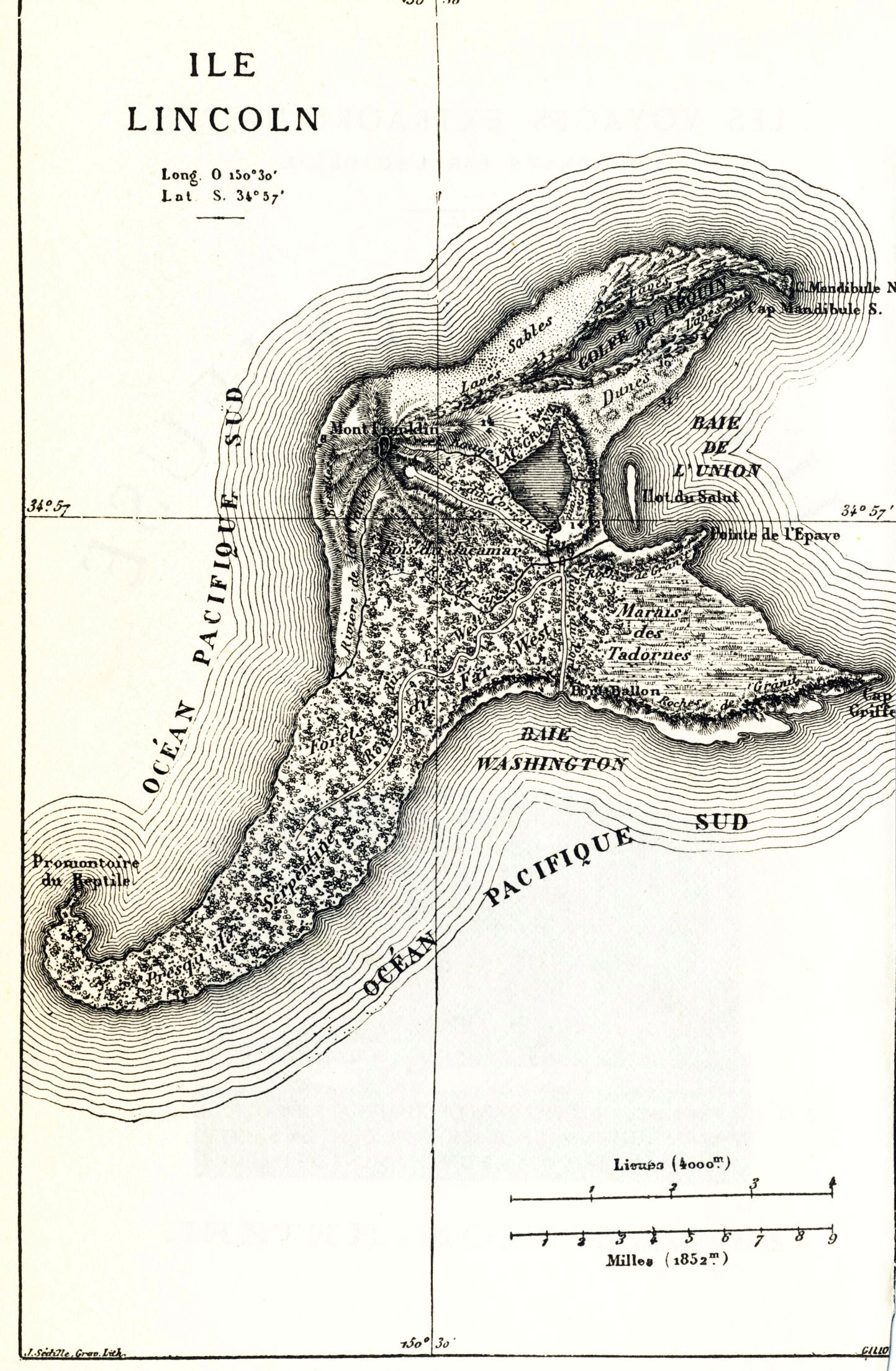
L'île Lincoln (34° 57′ S, 150° 30′ O).
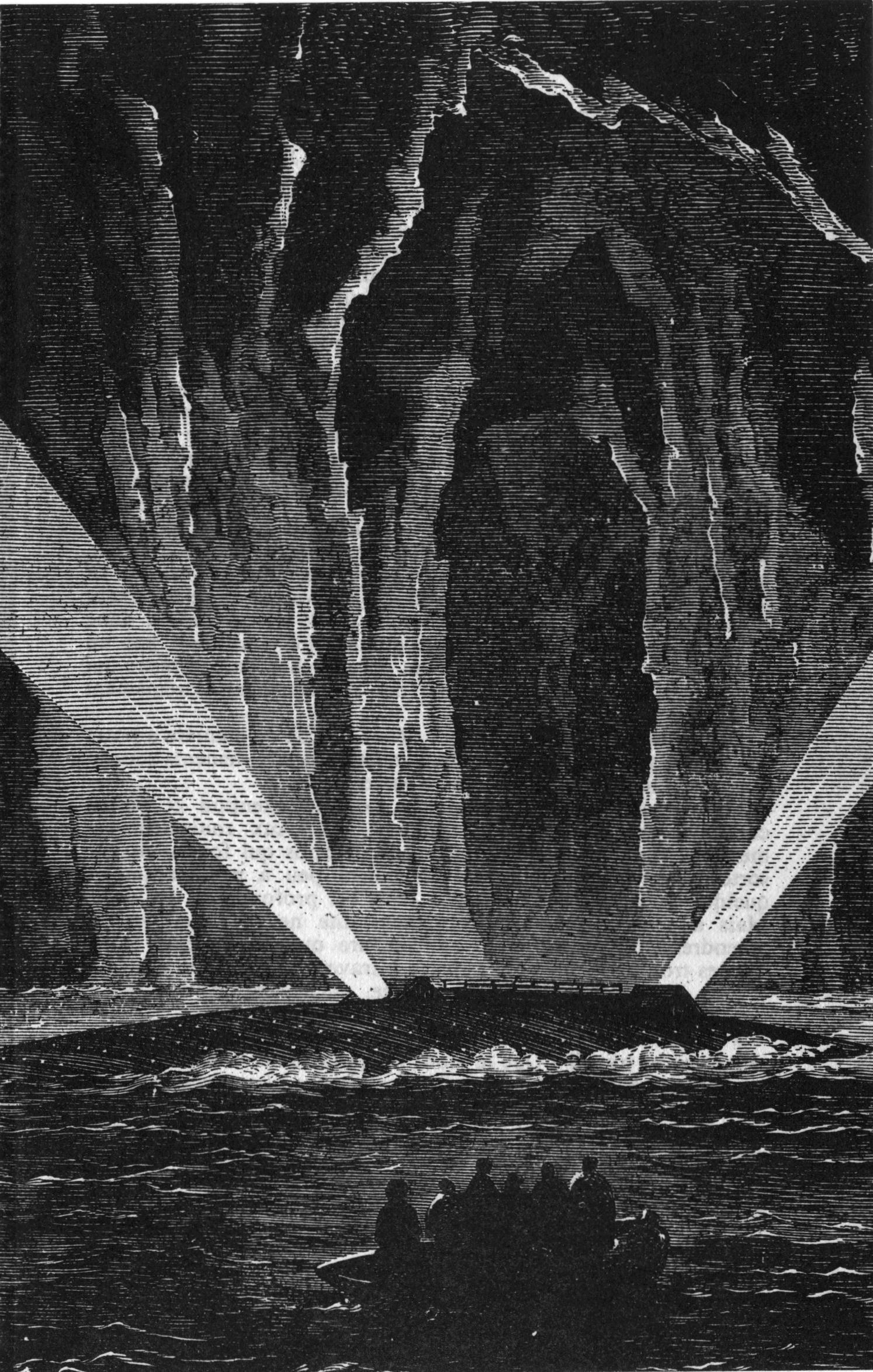
Réapparition du Nautilus.
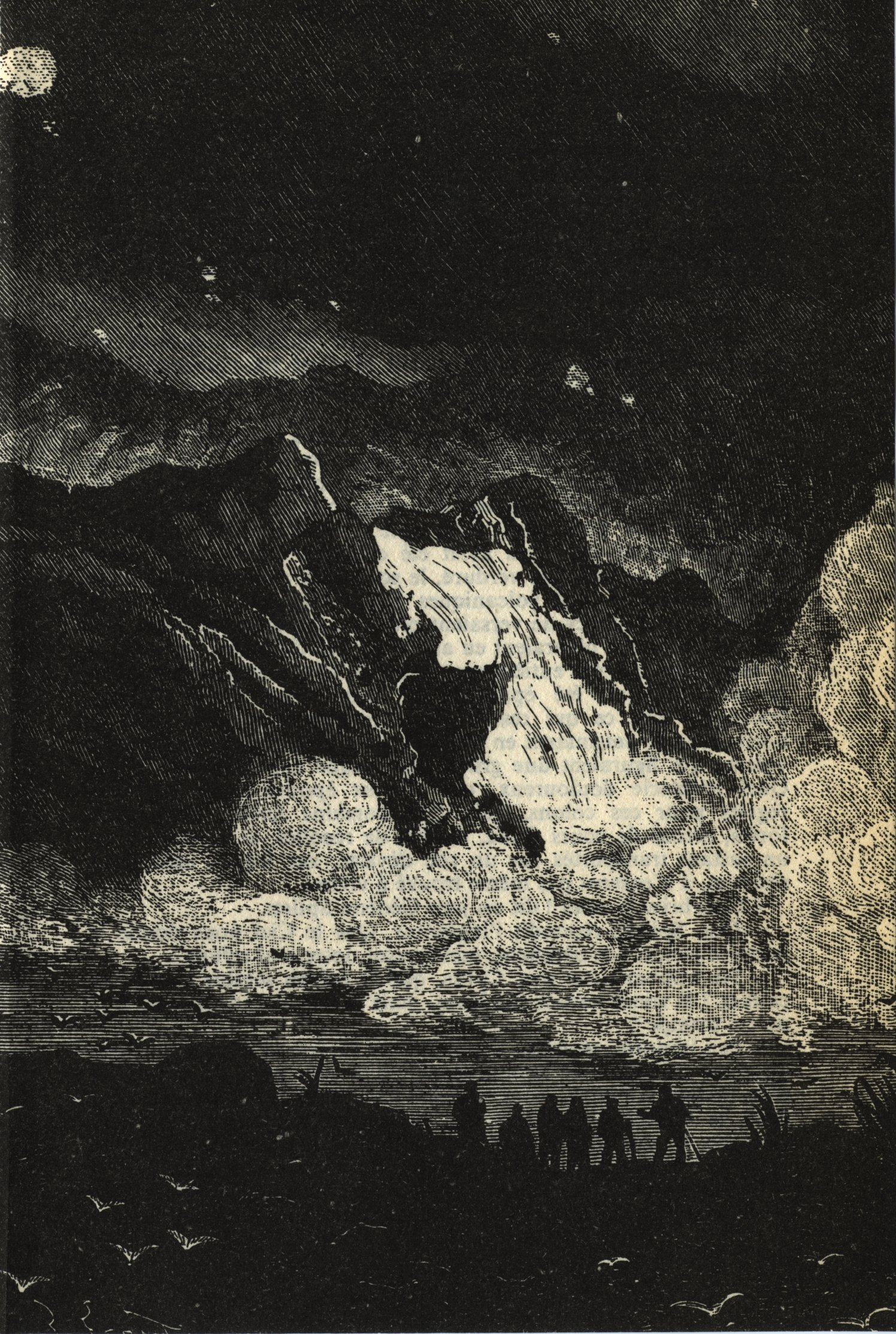
L'éruption du volcan.
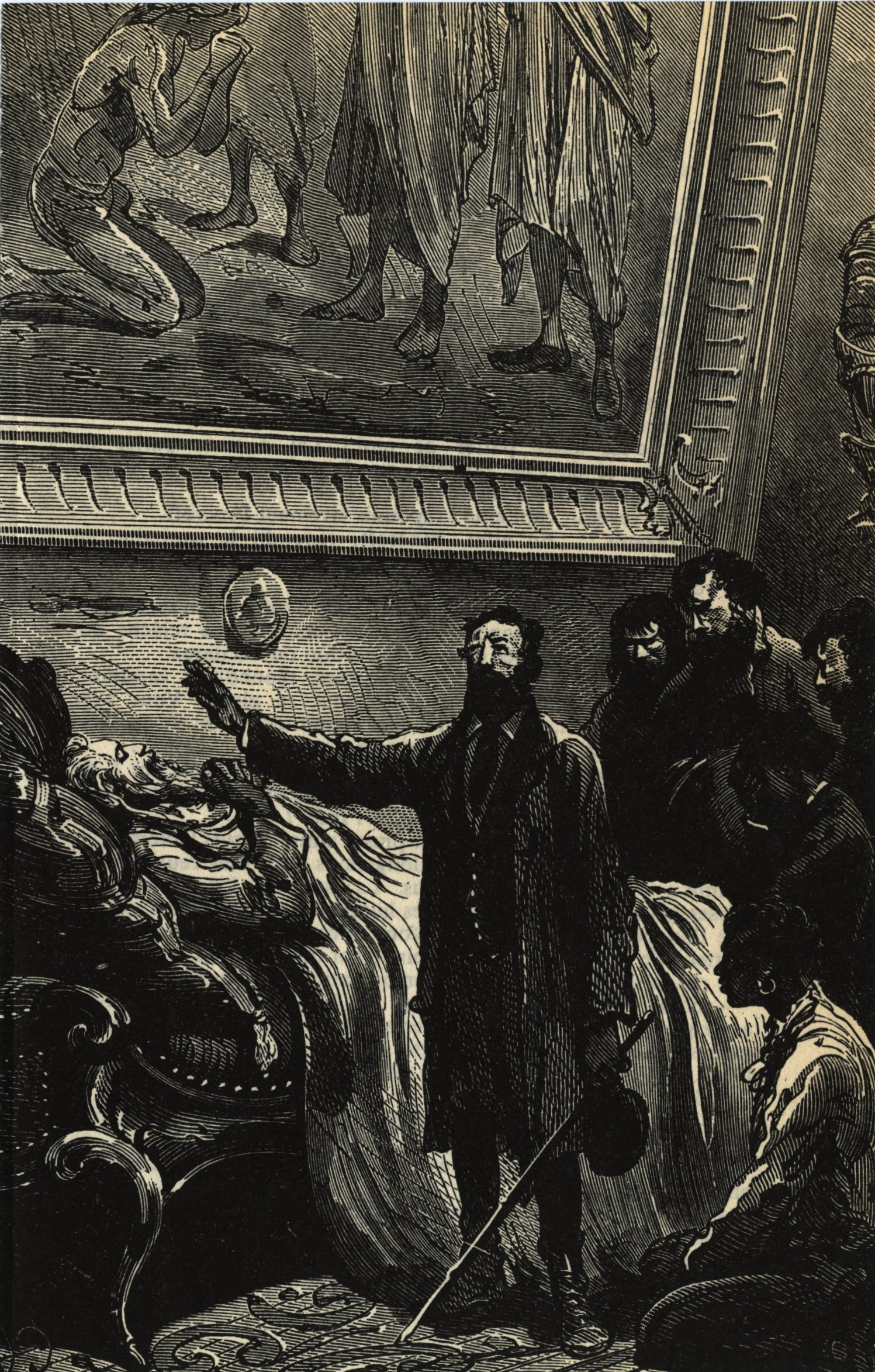
La mort du capitaine Nemo.